# Air Peace
Your peace, our goal !

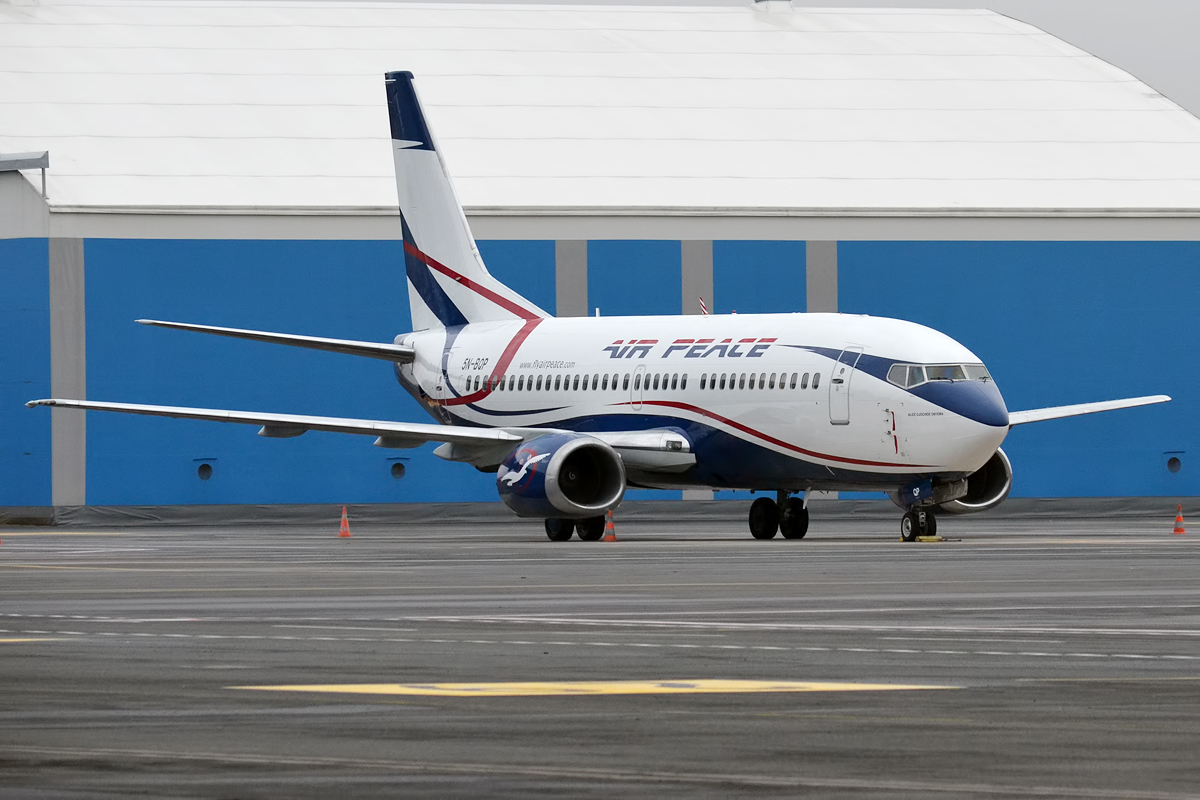
Boeing 737-33R d'Air Peace

Air Peace est une compagnie aérienne nigériane privée fondée en 2013 dont le siège se situe dans l'État de Lagos, au Nigéria. Air Peace, qui fournit des services de passagers et d'affrètement, dessert les principales villes du Nigéria et dessert plusieurs destinations en Afrique de l'Ouest et au Moyen-Orient. La compagnie aérienne a également créé une filiale, Air Peace Hopper en 2018.

## Destinations
Depuis novembre 2020, Air Peace dessert des destinations au Nigéria, en Gambie, au Ghana, au Libéria, au Sénégal, en Sierra Leone, aux Émirats arabes unis, en Afrique du Sud et en Jamaïque . Le 31 janvier 2020, Air Peace a annoncé l'ouverture de deux nouvelles liaisons en Inde et en Israël avant la fin de l'année.
La compagnie dessert également, par exemple, l'Aéroport international de Kotoka ou l'Aéroport international de Sangster
,,,,,

## Flotte

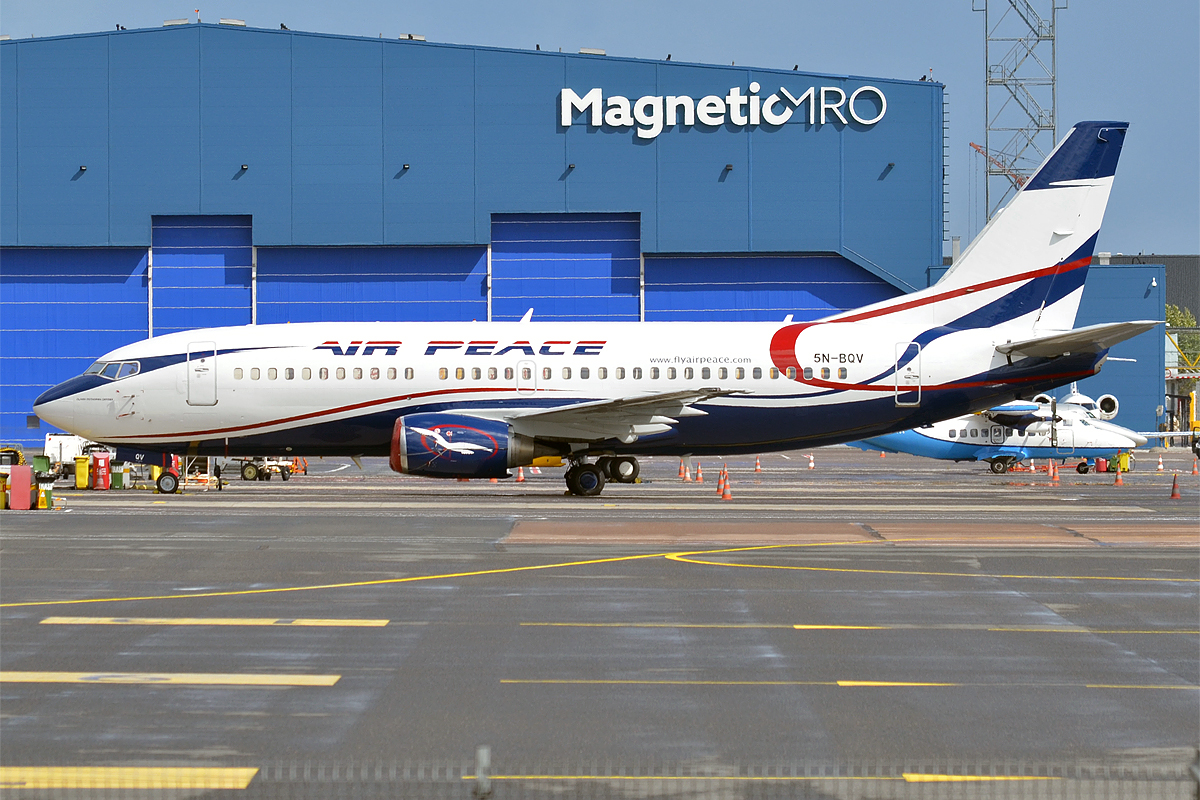
Un Boeing 737-300 d'Air Peace à l' aéroport de Tallinn en Estonie

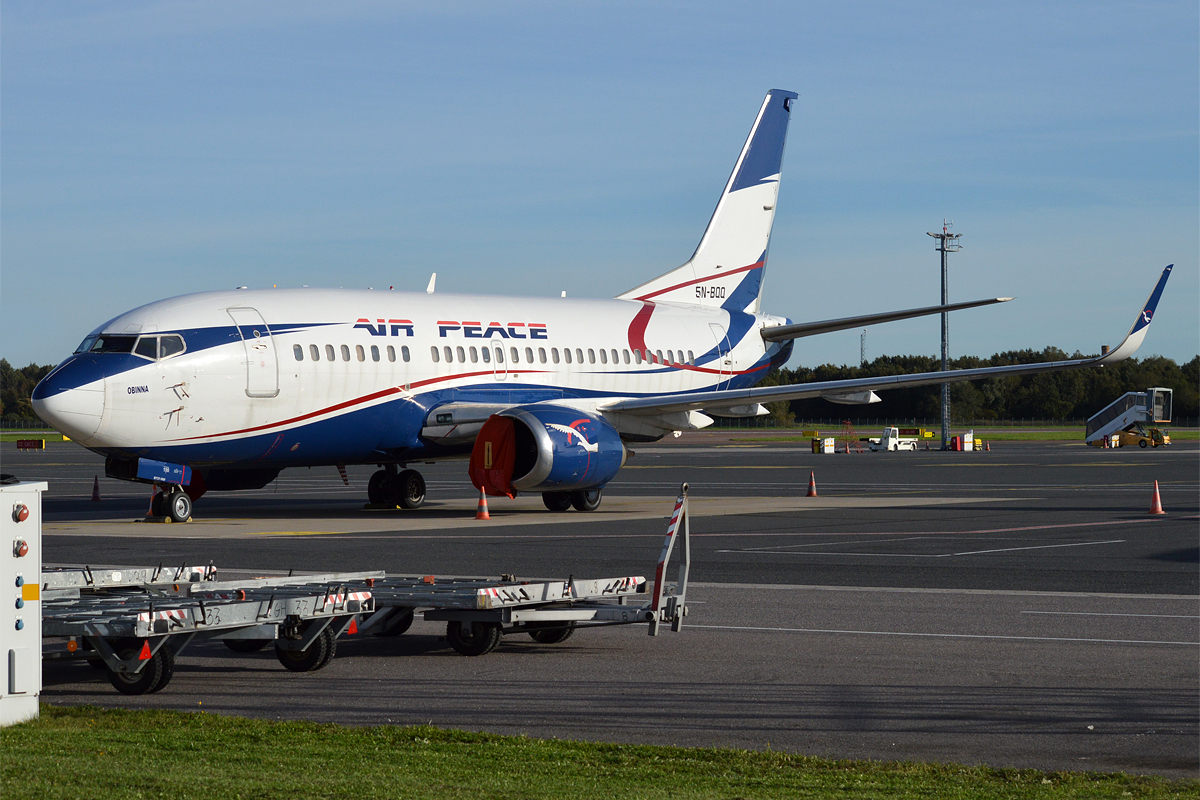
Boeing 737-524 d'Air Peace

Depuis janvier 2021, la flotte d'Air Peace se compose des avions suivants,, :
Anciens types d'avions :
- Boeing 737-800

## Accidents et incidents
- Le 14 décembre 2018, un Boeing 737 d'Air Peace de Lagos à Enugu avec 130 passagers et 6 membres d'équipage a subi une perte de pression dans la cabine à 31000 pieds. Bien que les masques à oxygène se soient déployés, l'équipage a choisi de poursuivre le vol après une descente d'urgence. Deux passagers ont ensuite été traités pour des complications liées à la décompression[16].
- Le 15 mai 2019, un Boeing 737 d'Air Peace de Port Harcourt à Lagos a subi un atterrissage brutal qui a endommagé le module moteur et le train d'atterrissage. L'avion a été cloué au sol, mais aucun blessé n'a été signalé[17].
- Le 22 juin 2019, un Boeing 737 d' Air Peace avec 87 passagers et 6 membres d'équipage d'Abuja à Port Harcourt a quitté la piste en atterrissant sous une forte pluie et s'est immobilisé dans la boue molle[18].
- Le 23 juillet 2019, un Boeing 737 d'Air Peace avec 133 passagers et 6 membres d'équipage a atterri sur la piste 18R de Lagos, mais a subi un touché brutal provoquant la séparation des deux roues avant de la jambe de force du train avant. L'avion a dérapé et s'est immobilisé sur la piste sur les roues principales et le reste de la jambe de force du train avant. Il y a eu une blessure mineure. L'avion a subi des dommages importants, tout comme la piste[19].
- Le 5 novembre 2019, un Boeing 737 d'Air Peace avec 90 passagers et 6 membres d'équipage a subi une panne moteur en route de Lagos à Owerri. L'avion est retourné à Lagos où il a atterri en toute sécurité sans autre incident[20].